# Villettes
Villettes es una localidad y comuna francesa situada en la región de Alta Normandía, departamento de Eure, en el distrito de Évreux y cantón de Neubourg.

## Demografía
| 341 | 356 | 348 | 313 | 265 | 291 | 277 | 270 | 245 | 233 | 220 | 212 | 193 | 164 | 162 | 165 | 162 | 151 | 139 | 140 | 163 | 145 | 133 | 144 | 140 | 118 | 107 | 101 | 82 | 91 | 124 | 125 | 167 |
| Para los censos de 1962 a 1999 la población legal corresponde a la población sin duplicidades (Fuente: INSEE [Consultar]) |     |     |     |     |     |     |     |     |     |     |     |     |     |     |     |     |     |     |     |     |     |     |     |     |     |     |     |    |    |     |     |     |

## Administración
Desde 1801 hasta 1926 perteneció al distrito de Louviers.

### Anteriores alcaldes
- Desde marzo de 2001: Guy Raimbourg
- De junio de 1995 a marzo de 2001: Albert Bréant
- De marzo de 1989 a junio de 1995: Albert Bréant
- De marzo de 1983 a marzo de 1989: Albert Bréant